# 王混
王混（？—？），一作琨，字奉正，琅邪临沂（今山东省临沂市）人，东晋中外大都督、太傅、丞相、始兴文献公王导的孙子，东晋后将军、吴国会稽内史、散骑常侍、即丘宪子王恬的儿子，王浩和王女宗的哥哥。
王混的大伯王悦没有儿子，因此以王混为嗣子，承袭王导的爵位始兴郡公，官至丹杨尹，死后朝廷赠予太常。
王混的外甥桓嗣长的像王混，桓嗣很忌讳这事。桓嗣的大伯桓温说：“并不是总像，有时候像而已。总像的是外形，有时像的是精神。”桓嗣更不高兴。